# Gaupholmen
Gaupholmen est une île norvégienne du comté de Hordaland appartenant administrativement à Samnanger.

## Description
Rocheuse et couverte d'arbres, à fleur d'eau, elle s'étend sur environ 88 m de longueur pour une largeur approximative de 36 m. 